# Barış Alper Yılmaz
Barış Alper Yılmaz (Rize, 23 maggio 2000) è un calciatore turco, attaccante del Galatasaray e della nazionale turca.

## Caratteristiche tecniche
Di ruolo attaccante, è di piede destro e può giocare sia da prima punta che da ala.

## Carriera

### Club
Acquistato dal Galatasaray nel 2021, debutta in Süper Lig il 25 ottobre in occasione dell'incontro perso 2-1 contro il Beşiktaş.

### Nazionale
Ha giocato nella nazionale turca Under-21.
Il 13 novembre 2021 debutta con la nazionale maggiore turca in occasione dell'incontro valido per le qualificazioni al Campionato mondiale di calcio 2022 contro Gibilterra.
Il 12 ottobre 2023 realizza il suo primo gol per la Turchia nel successo per 0-1 in casa della Croazia.

## Statistiche

### Presenze e reti nei club
Statistiche aggiornate al 9 agosto 2025
| Stagione           | Squadra            | Campionato         | Campionato | Campionato | Coppe nazionali | Coppe nazionali | Coppe nazionali | Coppe continentali | Coppe continentali | Coppe continentali | Altre coppe | Altre coppe | Altre coppe | Totale | Totale |
| Stagione           | Squadra            | Comp               | Pres       | Reti       | Comp            | Pres            | Reti            | Comp               | Pres               | Reti               | Comp        | Pres        | Reti        | Pres   | Reti   |
| ------------------ | ------------------ | ------------------ | ---------- | ---------- | --------------- | --------------- | --------------- | ------------------ | ------------------ | ------------------ | ----------- | ----------- | ----------- | ------ | ------ |
| 2017-2018          | Ankara Demirspor   | 3L                 | 5          | 0          | CT              | 2               | 0               |                    | -                  | -                  |             | -           | -           | 7      | 0      |
| 2018-2019          | Ankara Demirspor   | 2L                 | 16         | 1          | CT              | 1               | 0               |                    | -                  | -                  |             | -           | -           | 17     | 1      |
| 2019-2020          | Ankara Demirspor   | 2L                 | 19         | 0          | CT              | 1               | 0               |                    | -                  | -                  |             | -           | -           | 20     | 0      |
| 2020-2021          | Keçiörengücü       | 1L                 | 34         | 8          | CT              | 2               | 0               |                    | -                  | -                  |             | -           | -           | 36     | 8      |
| 2021-2022          | Galatasaray        | SL                 | 17         | 0          | CT              | 1               | 0               | UCL+UEL            | 1+4                | 0                  |             | -           | -           | 23     | 0      |
| 2022-2023          | Galatasaray        | SL                 | 25         | 4          | CT              | 5               | 0               |                    | -                  | -                  |             | -           | -           | 30     | 4      |
| 2023-2024          | Galatasaray        | SL                 | 37         | 6          | CT              | 3               | 1               | UCL+UEL            | 12 + 2             | 0                  | ST          | 1           | 0           | 55     | 7      |
| 2024-2025          | Galatasaray        | SL                 | 32         | 12         | CT              | 4               | 1               | UCL+UEL            | 2+9                | 0+1                | ST          | 1           | 0           | 48     | 14     |
| 2025-2026          | Galatasaray        | SL                 | 1          | 2          | CT              | 0               | 0               | UCL                | 0                  | 0                  | ST          | 0           | 0           | 1      | 2      |
| Totale Galatasaray | Totale Galatasaray | Totale Galatasaray | 112        | 24         |                 | 13              | 2               |                    | 30                 | 1                  |             | 2           | 0           | 157    | 27     |
| Totale carriera    | Totale carriera    | Totale carriera    | 186        | 31         |                 | 19              | 2               |                    | 30                 | 1                  |             | 2           | 0           | 237    | 36     |

### Cronologia presenze e reti in nazionale
| Cronologia completa delle presenze e delle reti in nazionale ― Turchia | Cronologia completa delle presenze e delle reti in nazionale ― Turchia | Cronologia completa delle presenze e delle reti in nazionale ― Turchia | Cronologia completa delle presenze e delle reti in nazionale ― Turchia | Cronologia completa delle presenze e delle reti in nazionale ― Turchia | Cronologia completa delle presenze e delle reti in nazionale ― Turchia | Cronologia completa delle presenze e delle reti in nazionale ― Turchia | Cronologia completa delle presenze e delle reti in nazionale ― Turchia |
| Data                                                                   | Città                                                                  | In casa                                                                | Risultato                                                              | Ospiti                                                                 | Competizione                                                           | Reti                                                                   | Note                                                                   |
| ---------------------------------------------------------------------- | ---------------------------------------------------------------------- | ---------------------------------------------------------------------- | ---------------------------------------------------------------------- | ---------------------------------------------------------------------- | ---------------------------------------------------------------------- | ---------------------------------------------------------------------- | ---------------------------------------------------------------------- |
| 13-11-2021                                                             | Istanbul                                                               | Turchia                                                                | 6 – 0                                                                  | Gibilterra                                                             | Qual. Mondiali 2022                                                    | -                                                                      |                                                                        |
| 16-11-2021                                                             | Podgorica                                                              | Montenegro                                                             | 1 – 2                                                                  | Turchia                                                                | Qual. Mondiali 2022                                                    | -                                                                      | 79’                                                                    |
| 28-3-2023                                                              | Bursa                                                                  | Turchia                                                                | 0 – 2                                                                  | Croazia                                                                | Qual. Euro 2024                                                        | -                                                                      | 67’                                                                    |
| 16-6-2023                                                              | Riga                                                                   | Lettonia                                                               | 2 – 3                                                                  | Turchia                                                                | Qual. Euro 2024                                                        | -                                                                      | 71’                                                                    |
| 19-6-2023                                                              | Samsun                                                                 | Turchia                                                                | 2 – 0                                                                  | Galles                                                                 | Qual. Euro 2024                                                        | -                                                                      |                                                                        |
| 8-9-2023                                                               | Eskişehir                                                              | Turchia                                                                | 1 – 1                                                                  | Armenia                                                                | Qual. Euro 2024                                                        | -                                                                      | 61’                                                                    |
| 12-9-2023                                                              | Genk                                                                   | Giappone                                                               | 4 – 2                                                                  | Turchia                                                                | Amichevole                                                             | -                                                                      | 83’                                                                    |
| 12-10-2023                                                             | Osijek                                                                 | Croazia                                                                | 0 – 1                                                                  | Turchia                                                                | Qual. Euro 2024                                                        | 1                                                                      | 16’ 74’                                                                |
| 15-10-2023                                                             | Konya                                                                  | Turchia                                                                | 4 – 0                                                                  | Lettonia                                                               | Qual. Euro 2024                                                        | -                                                                      | 75’                                                                    |
| 18-11-2023                                                             | Berlino                                                                | Germania                                                               | 2 – 3                                                                  | Turchia                                                                | Amichevole                                                             | -                                                                      | 63’                                                                    |
| 21-11-2023                                                             | Cardiff                                                                | Galles                                                                 | 1 – 1                                                                  | Turchia                                                                | Qual. Euro 2024                                                        | -                                                                      | 59’                                                                    |
| 22-3-2024                                                              | Budapest                                                               | Ungheria                                                               | 1 – 0                                                                  | Turchia                                                                | Amichevole                                                             | -                                                                      | 77’                                                                    |
| 26-3-2024                                                              | Vienna                                                                 | Austria                                                                | 6 – 1                                                                  | Turchia                                                                | Amichevole                                                             | -                                                                      | 61’                                                                    |
| 4-6-2024                                                               | Bologna                                                                | Italia                                                                 | 0 – 0                                                                  | Turchia                                                                | Amichevole                                                             | -                                                                      | 81’                                                                    |
| 10-6-2024                                                              | Varsavia                                                               | Polonia                                                                | 2 – 1                                                                  | Turchia                                                                | Amichevole                                                             | 1                                                                      | 46’ 51’                                                                |
| 18-6-2024                                                              | Dortmund                                                               | Turchia                                                                | 3 – 1                                                                  | Georgia                                                                | Euro 2024 - 1º turno                                                   | -                                                                      |                                                                        |
| 22-6-2024                                                              | Dortmund                                                               | Turchia                                                                | 0 – 3                                                                  | Portogallo                                                             | Euro 2024 - 1º turno                                                   | -                                                                      |                                                                        |
| 26-6-2024                                                              | Amburgo                                                                | Rep. Ceca                                                              | 1 – 2                                                                  | Turchia                                                                | Euro 2024 - 1º turno                                                   | -                                                                      |                                                                        |
| 2-7-2024                                                               | Lipsia                                                                 | Austria                                                                | 1 – 2                                                                  | Turchia                                                                | Euro 2024 - Ottavi di finale                                           | -                                                                      |                                                                        |
| 6-7-2024                                                               | Berlino                                                                | Paesi Bassi                                                            | 2 – 1                                                                  | Turchia                                                                | Euro 2024 - Quarti di finale                                           | -                                                                      |                                                                        |
| 6-9-2024                                                               | Cardiff                                                                | Galles                                                                 | 0 – 0                                                                  | Turchia                                                                | UEFA Nations League 2024-2025 - 1º turno                               | -                                                                      | 31’, 62’                                                               |
| 11-10-2024                                                             | Samsun                                                                 | Turchia                                                                | 1 – 0                                                                  | Montenegro                                                             | UEFA Nations League 2024-2025 - 1º turno                               | -                                                                      | 46’                                                                    |
| 16-11-2024                                                             | Kayseri                                                                | Turchia                                                                | 0 – 0                                                                  | Galles                                                                 | UEFA Nations League 2024-2025 - 1º turno                               | -                                                                      | 65’                                                                    |
| 19-11-2024                                                             | Nikšić                                                                 | Montenegro                                                             | 3 – 1                                                                  | Turchia                                                                | UEFA Nations League 2024-2025 - 1º turno                               | -                                                                      | 74’ 90+4’                                                              |
| 20-3-2025                                                              | Istanbul                                                               | Turchia                                                                | 3 – 1                                                                  | Ungheria                                                               | UEFA Nations League 2024-2025 - Play-off                               | -                                                                      | 46’                                                                    |
| 23-3-2025                                                              | Budapest                                                               | Ungheria                                                               | 0 – 3                                                                  | Turchia                                                                | UEFA Nations League 2024-2025 - Play-off                               | -                                                                      | 64’                                                                    |
| 7-6-2025                                                               | East Hartford                                                          | Stati Uniti                                                            | 1 – 2                                                                  | Turchia                                                                | Amichevole                                                             | -                                                                      | 66’                                                                    |
| 10-6-2025                                                              | Chapel Hill                                                            | Messico                                                                | 1 – 0                                                                  | Turchia                                                                | Amichevole                                                             | -                                                                      | 62’                                                                    |
| Totale                                                                 |                                                                        | Presenze                                                               | 28                                                                     |                                                                        | Reti                                                                   | 2                                                                      |                                                                        |

## Palmarès

### Club

#### Competizioni nazionali
- Campionato turco: 3

Galatasaray: 2022-2023, 2023-2024, 2024-2025
- Supercoppa di Turchia: 1

Galatasaray: 2023
- Coppa di Turchia: 1

Galatasaray: 2024-2025